# Rexburg
Rexburg é uma cidade localizada no estado americano de Idaho, no Condado de Madison.

## Demografia
Segundo o censo americano de 2000, a sua população era de 17.257 habitantes.
Em 2006, foi estimada uma população de 26.657, um aumento de 9400 (54.5%).

## Geografia
De acordo com o United States Census Bureau tem uma área de
12,8 km², dos quais 12,6 km² cobertos por terra e 0,2 km² cobertos por água. Rexburg localiza-se a aproximadamente 1474 m acima do nível do mar.

## Localidades na vizinhança
O diagrama seguinte representa as localidades num raio de 20 km ao redor de Rexburg.